# 启发法
啟發法（英語：Heuristic，來自古希臘語 εὑρίσκω (heurískō)），或稱策略法、助发现法、启发力、捷思法等，是任何解決問題或自我探索（英語：self-discovery）的方法，它採用的實用方法不能保證是最佳的、完美的或理性的，但仍然足以達到立即的、短期的目標或近似值。 在不可能找到最佳解決方案或不切實際的情況下，可以使用啟發式方法來加快找到滿意解決方案的過程。該方法可以是減輕決策過程認知負荷的心理捷徑。
啟發法解釋了在知識有限（資訊不完整）和時間有限的情況下，得出可能陳述或可行解決方案的藝術。 它描述了一種分析程序，在該程序中，在對系統了解有限的情況下，在推定結論的幫助下做出有關系統的陳述。 由此得出的結論往往偏離最優解。啟發法的品質可以透過將其與最佳解決方案進行比較來確定。
常見的啟發法有嘗試錯誤法、隨機樣本的統計評估和消除程序（德語： Ausschlussverfahren，或稱消去法、消除法、刪去法等）、經驗法則或有根據的猜測等。 啟發法基於經驗；它們也可能基於“錯誤”的經驗（如認知偏誤、扭曲的感知、虛假的相關性、伪关系等）。

## 心理学
心理学上“启发法”指用于解释人们如何进行决策、调整和解决问题的简单有效的概测规则，通常用以处理复合的问题和不完全的信息。这个规则在大部分情形下有效，但是在特定的情形下可能导致系统性的认知偏差。
例如，人们觉得贵的啤酒比便宜的味道要好。这种认识在价格和品牌相关的时候是对的；高价加于不贵的品牌上会让实验的参加者们感受到，此啤酒比不贵的啤酒味道要好。这可称作“‘价格意味着质量’偏差”。
许多探索人类决策者的“启发法”的著作出自阿摩司·特沃斯基和丹尼尔·卡内曼，对行为金融学有很重大的影响。哲德·吉格伦泽（Gerd Gigerenzer）提出批评，认为应该关注于“启发法”如何用于原则性的准确判断而不是产生认知偏差——“快捷而简朴”的启发法。

### 理论化的心理学启发法
广为人知的
- 定锚和调整启发法
- 可得性捷思法
- 代表性捷思法

较少为人所知的
- 感动启发法
- 传染启发法
- 努力啟發式思考法
- 熟悉启发法
- 频率启发法
- 高潮结尾规则
- 识别启发法
- 稀缺启发法
- 相似启发法
- 模拟性启发法
- 社会证据
- “取最好”启发法
- 凝視捷思（英语：gaze heuristic）

## 哲学
- 錨定效應
- 代表性捷思法

## 计算机科学
防毒軟體常藉由某一可疑特徵或程式行為來查殺未知病毒，但也可能造成誤判正常檔案。

### 人机交互
启发法经常用于模式串识别与匹配，web页面搜索。

## 延伸閱讀
- How To Solve It: A New Aspect of Mathematical Method, George Polya, Princeton University Press, 1945,1957,1973. ISBN 0-691-02356-5   ISBN 0-691-08097-6
- Judgement under Uncertainty: Heuristics & Biases, ed. Daniel Kahneman, Amos Tversky and Paul Slovic, Cambridge University Press（页面存档备份，存于）, 1982, ISBN 0521284147
- Artificial Intelligence: A Modern Approach, Stuart Russell and Peter Norvig, （页面存档备份，存于）, Prentice Hall, 2nd ed., 2002. ISBN 0137903952